# 덕안군
덕안군 이재덕(德安君 李載悳, 1852년 3월 18일 ~ ?)은 조선 후기의 문신이자 왕족이며 대한제국의 황족으로 덕흥대원군 12대손이며, 장조 사도장헌세자 이선(莊祖 思悼莊獻世子 李愃)의 서장남(庶長男)인 은언군 이인(恩彦君 李䄄)의 양증손(養曾孫)이다. 본관은 전주(全州), 휘는 재덕(載悳), 초명은 이덕주(李德周)이다. 부인은 정부인(貞夫人) 서씨(徐氏)이다.
생전에는 문신 관료(문관)였지만, 1899년 사도세자가 장조로 추존되면서 4대 후손에게 작위를 내릴 때 덕안정(德安正)에 증직되고, 1903년 다시 덕안군으로 추증되었다.

## 생애

### 출생과 가계
1852년 경기도 양주(후일의 남양주시 지역)에서 태어났으며 처음 이름은 덕주(德周)였다. 본생부는 덕흥대원군 11대손이자, 숙종, 경종 때의 장수 충정공 이홍술(李弘述)의 6대손인 유학(幼學) 이계(李烓)이며 본생모는 진사(進士) 김운순(金運淳)의 딸 안동 김씨(安東金氏)이다. 생 계모는 안동권씨(安東權氏)로 권향철(權向喆)의 딸이다. 생조부 이병식(李秉植)은 현감(縣監)이고, 생증조부 이황(李潢)은 돈령부도정을 지내고 증 이조참판에 추증되었다. 후에 익평군의 양자로 입양되어 은언군가문의 후사(後嗣)가 되었다. 상계군 이담(常溪君 李湛)의 양손자이자 익평군 이희(益平君 李曦)의 양자이다. 초기 생애는 기록이 없다.
1863년(철종 14) 9월 익평군 이희가 병석에 누웠는데 적자가 없었다. 문중 회의 끝에 그해 9월 17일 덕흥대원군 가문에서 그가 낙점, 선발되어 익평군의 양자로 지명되었다. 익평군은 9월 18일에 사망했다.
선원세보의 은언군파보를 보면 그는 초기에 음서로 출사하여 교관(敎官)을 역임했다 한다. 1865년(고종 2) 12월 24일 동몽교관(童蒙敎官)에 제수되었다. 1866년 3월 4일 철종어진의 이봉에 참여하였다.

### 관직 생활
1867년(고종 4) 3월 19일 고종이 북원(北苑)에 나아가 봉실(奉室)에서 예를 행하고 재전(齋殿)으로 도로 들어가서 소현세자(昭顯世子)와 인평대군(麟坪大君)의 자손들을 소견(召見)하고, 춘당대(春塘臺)에 나아가 반열에 참가한 유생들에게 응제시(應製試)를 설행하여 시(詩)에서 유학(幼學) 이재덕(李載悳)을 직부전시(直赴殿試)하도록 하였다.
이해 별시문과(別試文科)에 병과(丙科)에 급제하여 같은 해 4월 11일 홍문관 교리, 5월 30일 다시 홍문관 교리에 제수 되고, 1868년 11월 29일 종친부의 건의로 군직을 제수할 것을 추천받아, 같은 날 병조로부터 부사용(副司勇)에 임명되었다. 1870년 4월 25일 부수찬에 임명되고 5월 7일 경연검토관, 5월 9일 병조정랑이 되었다. 7월 24일에는 병조의 추천으로 문신 겸 선전관이 되었다. 그해 9월 24일 병으로 문신겸 선전관을 사직하고, 그해 10월 교리, 경연시독관이 되었다.
1871년(고종 8) 1월 3일 고종이 친히성균관에서 선파 유생(璿派儒生)의 응제(應製)를 설행하여 부(賦)에서 유학(幼學) 이재덕(李載悳), 이재긍(李載兢) 등이 뽑혀 직부전시(直赴殿試)할 자격을 주고, 사악(賜樂)하라하였다. 그리고 고종이 전교하길 “이 집에서 과거에 합격한 것은 매우 기특하고 기쁜 일이다. 방방(放榜)하는 날에 은언군 내외의 사판(祠版)에 승지(承旨)를 보내어 치제(致祭)하라.”하였다. 그해 2월 2일 다시 교리에 재임명되었다.
1871년(고종 8) 5월 30일 다시 홍문관 교리가 되고, 1872년(고종 9) 부사과(副司果)거쳐 병조 정랑(兵曹正郞)을 역임하였다. 그해 다시 홍문관교리, 동학교수, 1873년(고종 10) 홍문관 부수찬을 거쳐 지평(持平)이 되었고, 부사과, 중궁전봉옥책관부사과(中宮殿捧玉冊官副司果), 어영청종사관에 이르러 그해 5월 10일 병으로 사직하고, 그해 8월 부사직이 되었다. 그해 10월 27일 최익현의 상소문에 연루되어 파직되었다. 곧 복직, 사헌부지평이 되었다.

### 생애 후반
1875년 7월 28일 사헌부장령, 12월 4일 병조정랑, 12월 12일 장악원정이 되었다.
장악원정으로 1875년 12월 부사과, 1876년 1월 3일 홍문관응교를 겸직했다. 1876년(고종 13) 1월 26일 홍문관과 연명하여 최익현의 처벌을 청하는 상소를 올렸다. 3월 11일 병으로 장악원정직무를 볼 수 없어 이조의 건의로 해임되었다. 1876년(고종 13) 홍문관 응교를 지내다가 7월 16일 부응교가 되었다. 1877년(고종 14) 향년 26세로 별세하였다.

### 사후
시신은 경기도 양주군 신혈면 진관리(현, 서울특별시 은평구 진관동) 북북서쪽 해좌(亥坐)에 안장되었다. 1898년(광무 1) 사도세자가 장종으로 추존되면서 4대손에 해당되었으므로, 그는 4대승습의 예에 따라 1899년(광무 2) 9월 21일 덕안정(德安正)에 추증되었고, 1903년(광무 6) 11월 20일 특별히 더 추증하여 덕안군으로 추봉하였다.
1905년(광무 6) 6월 2일 고종이 조령을 내리길 “연전에 종실의 승습(承襲)한 군(君)들을 추증(追贈)한 이후에 제사를 지내주는 조치가 있었어야 옳았을 것인데 아직까지도 미처 그렇게 하지 못한 채로 있다. 완림군(完林君), 완영군(完永君), 인양군(仁陽君), 덕안군의 사판에 비서감 승(祕書監丞)을 보내어 제사를 지내주라.”하였다.
1910년(융희 4) 8월 21일 순종비 황후 윤씨가 증 덕안군 부인 정부인(貞夫人) 서씨(徐氏)에게 훈 2등 서봉장을 서훈하였다. 덕흥대원군 12대손이자 밀산군 9대손 부사과(副司果) 이재경의 아들 완용(完鎔)을 양자로 삼았다.

## 가족 관계
그에게는 아들 이언용(李彦鎔)이 있었으며, 은언군의 봉사손 자격으로 1887년 휘경원참봉을 지냈다. 그러나 이언용이 후사 없이 요절하면서 1893년 8월 14일 고종은 은언군의 사손을 택정하라 지시했고, 덕흥대원군의 12대손인 선무전 이재경(李載經)의 아들 완용(完鎔)을 양자로 들이게 되었다.
- 양 조부 : 상계군 이담(常溪君 李湛, 1769년 1월 21일 ~ 1786년 11월 20일)
- 양 조모 : 군부인 신씨(郡夫人 申氏, 1769년 6월 13일 - 1801년 3월 17일), 평산인(平山人) 통덕랑(通德郞) 신오(申王+奧)의 딸
- 아버지(양부) : 익평군 이희(益平君 李曦, 1824년 10월 16일 ~ 1863년 9월 18일)
- 어머니(양모) : 덕성군부인 덕수이씨(德城郡夫人 德水李氏, 1820년 1월 4일 ~ ?), 이우신(李愚信)의 딸
- 양서모(양부의 측실) : 이름 미상
  - 이복 서제 : 경은군 이재성(景恩君 李載星)
- 아버지(생부) : 유학(幼學) 이계(李烓, 1815년 - 1855년)
- 어머니(생모) : 안동 김씨(安東 金氏)
  - 친형 : 이재헌(李載憲, 1849년 - 1880년), 숙부 이희(李熺, 1822년 - 1852년)에게 출계.
- 어머니(생계모) : 안동 권씨(安東 權氏), 도정(都正) 안동인(安東人) 권상철(權尙喆)의 딸.
- 친서모(생부의 첩실): 이름 미상
  - 이복동생 : 이재협(李載莢, 1854년 - 1904년)
  - 양 이복 서제 : 이재은(李載恩, 1859년 - 1894년), 인평대군 후손 령(令) 이좌응(李佐應)의 아들.
- 부인 : 정부인 달성서씨(貞夫人 達城徐氏, 1850년 9월 25일 - ?), 서우보(徐佑輔)의 딸
  - 장남(양자) : 이완용(李完鎔, 1872년 11월 13일 - 1936년), 덕흥대원군의 12대손이기도 한 선무전 이재경(李載經)의 아들
  - 양며느리 : 이름 미상 - 양자 이완용 초배
  - 양며느리 : 문화류씨(1873년 6월 3일 - ?), 류병세(柳炳世)의 딸 - 양자 이완용 계배
    - 양손자 : 이해만(李海滿)

  - 양첩며느리 : 이름 미상 - 양자 이완용 첩실
    - 양 서손자 : 이해구(李海龜, 1899년 2월 20일 - ?)

  - 차남(친아들) : 이언용(李彦鎔, 1876년? - 1893년, 휘경원참봉 역임)